# Festalemps
Festalemps korábbi község Franciaországban, Dordogne megyében. Lakosainak száma 245 fő (2018. január 1.). Festalemps Chassaignes, Vanxains, Ponteyraud, Saint-Vincent-Jalmoutiers, Saint-Privat-des-Prés, Saint-Antoine-Cumond és Petit-Bersac községekkel határos.
2017. január 1-jén Saint-Antoine-Cumond és Saint-Privat-des-Prés korábbi községgel egyesült és az így létrejött Saint Privat en Périgord új község része lett.

## Népesség
A település népességének változása:
| Lakosok száma | 297  | 244  | 246  | 237  | 243  | 260  | 270  | 260  | 239  | 245  |
|               | 1968 | 1975 | 1982 | 1990 | 1999 | 2011 | 2013 | 2015 | 2017 | 2018 |